# Кобь (село)
Кобь — село в Братском районе Иркутской области России. Административный центр Кобинского сельского поселения. Находится на берегу залива Кобь Братского водохранилища, примерно в 75 км к югу от районного центра, города Братска, на высоте 425 метров над уровнем моря.

## Население
По данным Всероссийской переписи, в 2010 году численность населения села составляла 467 человек (226 мужчин и 241 женщина).
| 2002 | 2010 | 2011 | 2012 | 2013 | 2014 | 2015 |
| ---- | ---- | ---- | ---- | ---- | ---- | ---- |
| 507  | ↘467 | ↘465 | ↗468 | ↘464 | ↘460 | ↗469 |
| 2016 | 2017 |      |      |      |      |      |
| ↘451 | ↘450 |      |      |      |      |      |

## Улицы
Уличная сеть села состоит из 8 улиц.

## Инфраструктура
По состоянию на 2017 год в Коби: почта, администрация, клуб, библиотека, больница, школа (1-9 класс), 7 магазинов.

## Покровская церковь
По документам деревня упоминается с 1723 года. Церковь начали строить в 1880 году. Проект был выбран на общем собрании прихожан из альбома проектов, утверждённых Священным синодом, о чём был составлен общественный приговор. Освятили церковь в 1884 году во имя Покрова Пресвятой Богородицы и приписали к приходу Троицкой церкви села Тангуй. Здание обладало компактной планировочной структурой, в которой храм, алтарь и притвор были включены в единый прямоугольник. Основной храмовый объём был несколько выше остальных и завершался четырёхскатной кровлей с главкой. В электическом декоративном убранстве были использованы элементы классицизма. Здание сгорело в 1940-е годы.